# منتو
المنتو بالعربية أو المَنتي (بالتركية: mantı، بالأوزبكية: manti، ، بالأرمينية: մանթի) أكلةٌ شعبية يشتهر بها دول القوقاز وآسيا الوسطى ومنطقة الحجاز (السعودية) وهو عجين يُحشى بلحم الضأن أو اللحم المفروم مع البصل والفلفل الأسود، ويوضع في قدر خاص ليطبخ بالبخار.

## المنتو الحجازي
عُرف المنتو في منطقة الحجاز (غرب المملكة العربية السعودية) ما بين القرنين الثالث والرابع عشر، وهو من أقدم المأكولات التراثية الحجازية التي بدأت تشهد رواجاً في بلدان عربية أخرى في القرن الواحد والعشرون. يقدم على مائدة الطعام كمقبلات أو كوجبة رئيسية أو في التعتيمة الحجازية مع الصلصة الحمراء الحارة. 

## معرض صور

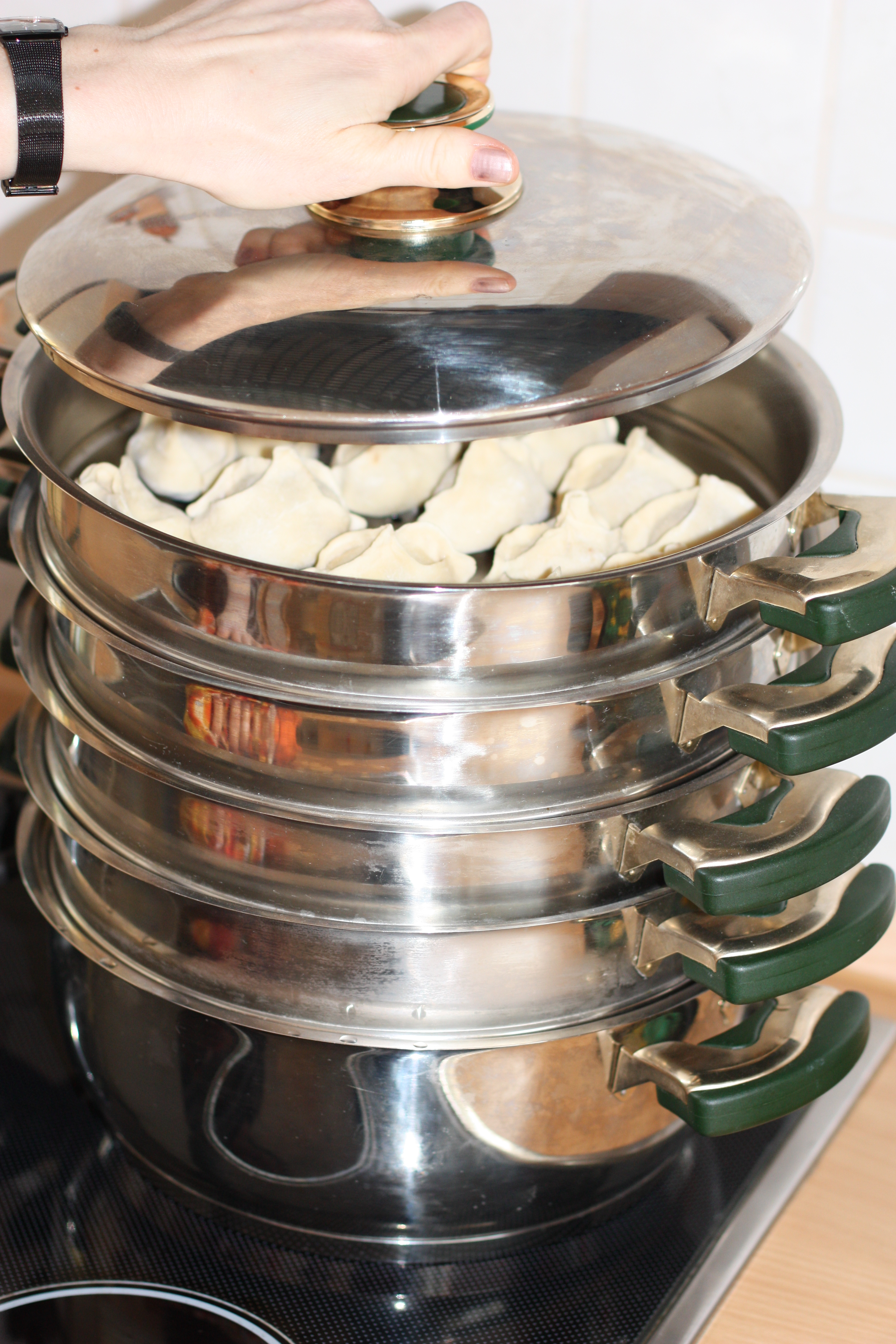
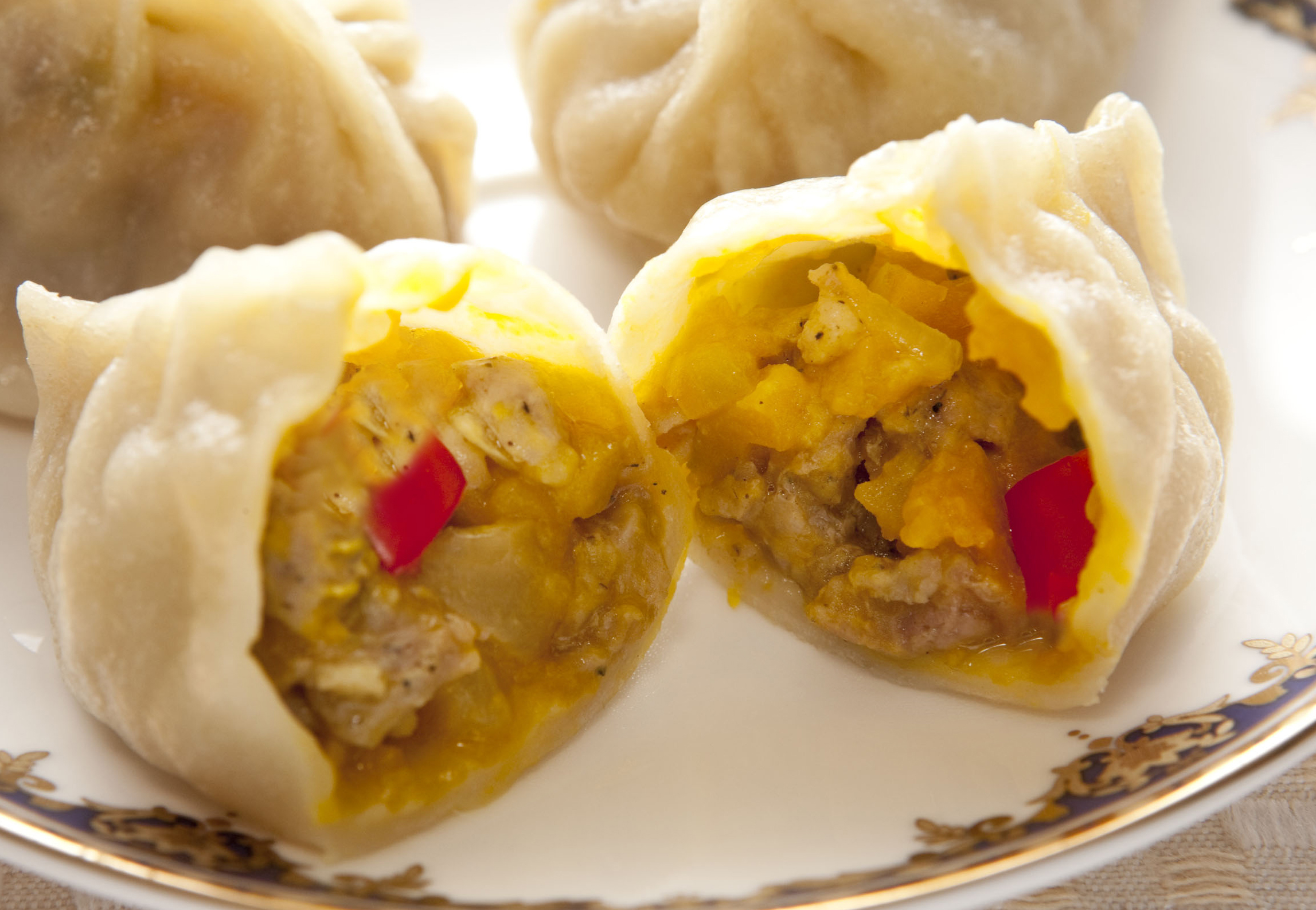
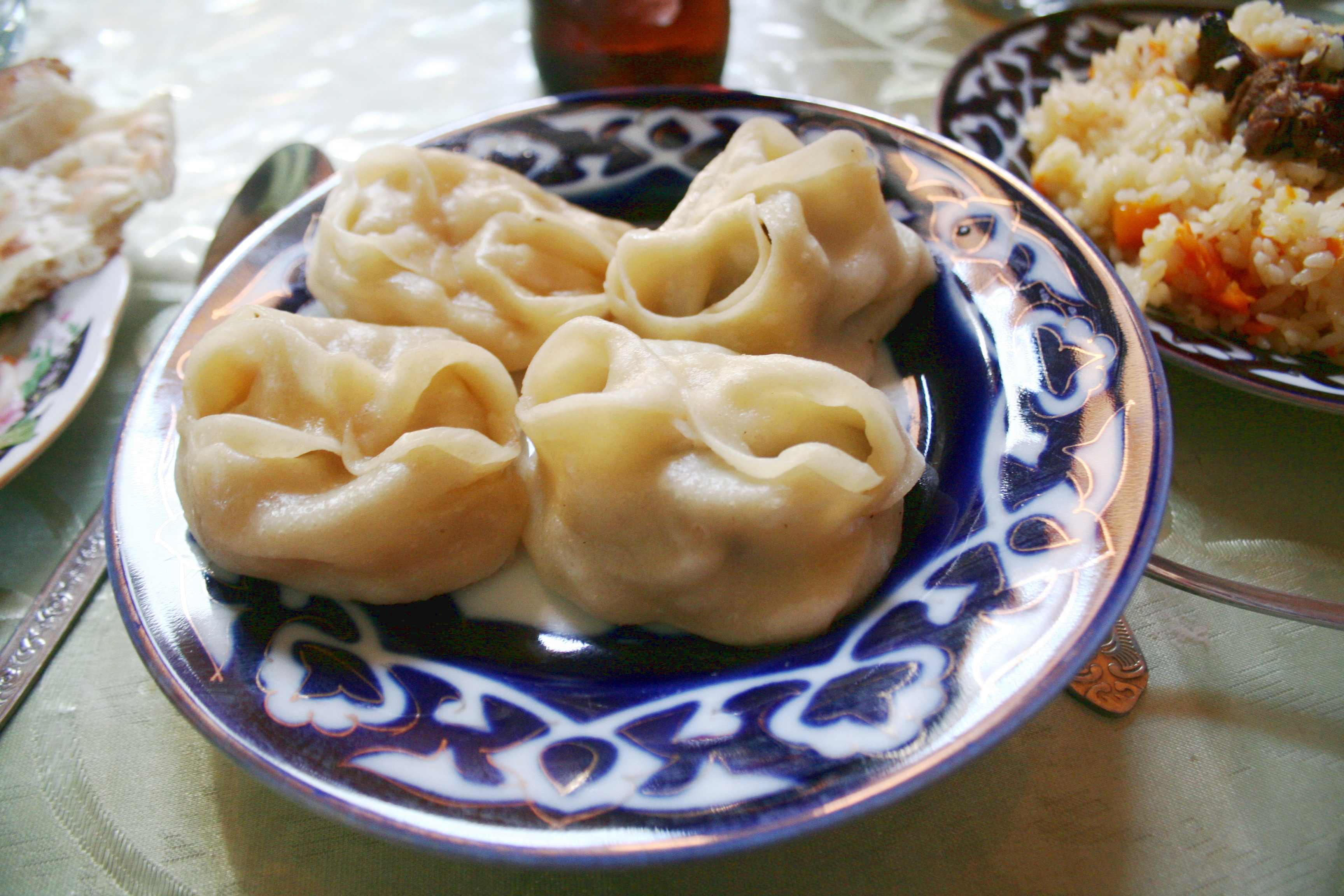